# Croissant

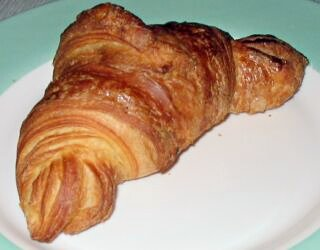
Croissant

Croissant (wym. [kʁwaˈsɑ̃]ⓘ) – pieczywo z ciasta francuskiego w kształcie rogalika, tradycyjnie bez nadzienia. Pierwszy oficjalny przepis na croissanty pochodzi z 1839 roku i jest wiązany z osobą Augusta Zanga, właściciela wiedeńskiej piekarni przy rue de Richelieu w Paryżu.

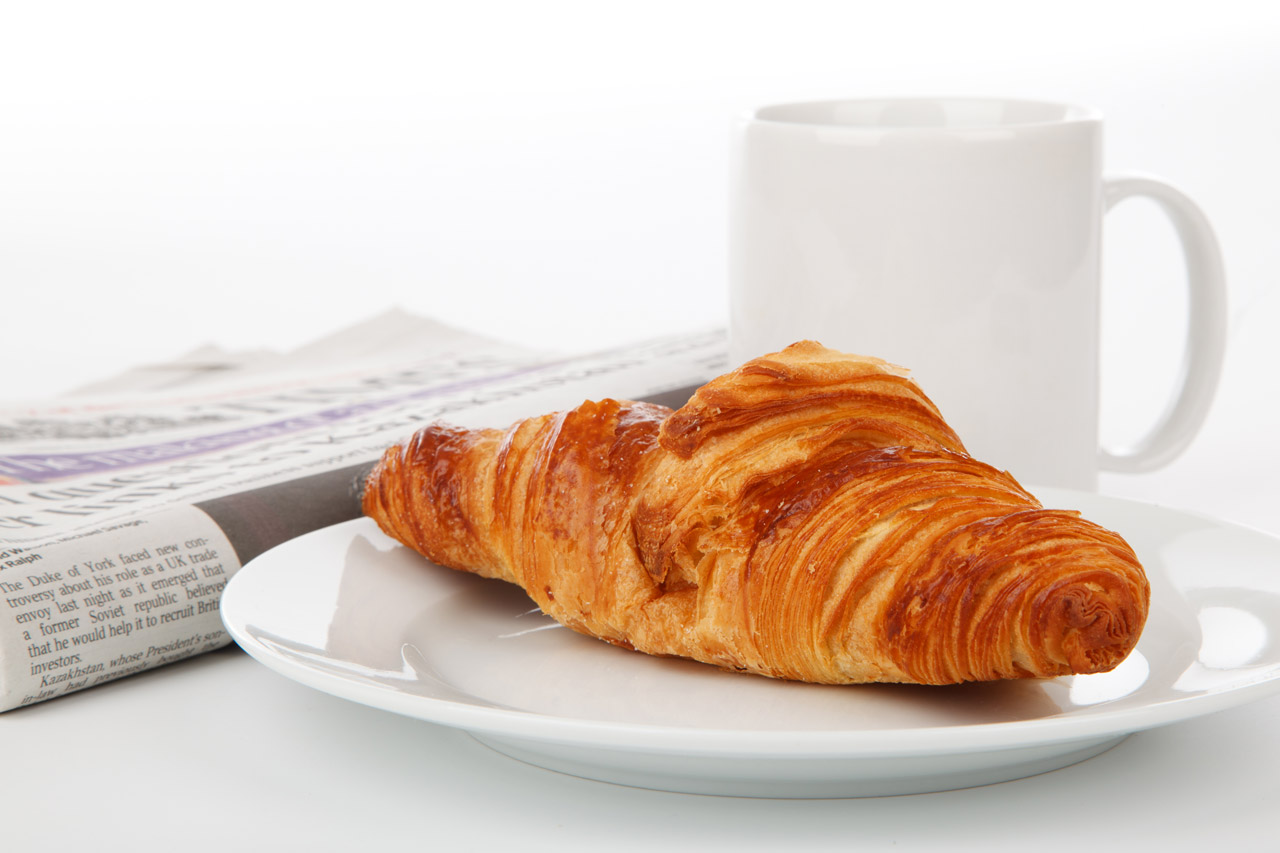
Croissant i herbata

Istnieje kilka wersji różnych legend dotyczących tych rogalików. Według niektórych przekazów, croissanty wynaleziono na krótko po zakończeniu oblężenia Wiednia w 1683 roku. Podobno to polski szlachcic, szpieg i dyplomata Jerzy Franciszek Kulczycki, właściciel kawiarni "Zur blauen Flasche", namówił właściciela pobliskiej piekarni, Petera Wendela, by zaczął wypiekać bułeczki w kształcie półksiężyca, aby upamiętnić zwycięstwo nad tureckimi wojskami.